# Regeringen Hans Hedtoft I
 Der er for få eller ingen kildehenvisninger i denne artikel, hvilket er et problem. Du kan hjælpe ved at angive troværdige kilder til de påstande, som fremføres i artiklen.

Regeringen Hans Hedtoft I var Danmarks regering 13. november 1947 – 16. september 1950.
Ændringer: 23. november 1947, 23. november 1949, 11. februar 1950, 22. februar 1950, 25. februar 1950, 4. marts 1950
Den bestod af følgende ministre fra Socialdemokratiet:
- Statsminister: Hans Hedtoft
- Udenrigsminister: Gustav Rasmussen (up)
- Finansminister: H.C. Hansen til 16. september 1950, derefter Viggo Kampmann
- Indenrigsminister: Alsing E. Andersen til 23. november 1947, derefter Jens Smørum
- Minister for byggeri og sundhedsvæsen: Johannes Kjærbøl til 23. november 1949
- Minister for byggeri og boligvæsen: Johannes Kjærbøl fra 23. november 1947 til 23. november 1949
- Justitsminister: N. Busch-Jensen til 25. februar 1950, derefter ad interim: V. Buhl til 4. marts 1950, derefter K.K. Steincke
- Undervisningsminister: Hartvig Frisch til 11. februar 1950, derefter Julius Bomholt fra 22. februar 1950
- Kirkeminister: Frede Nielsen til 16. september 1950, derefter Bodil Koch
- Forsvarsminister: Rasmus Hansen
- Minister for offentlige arbejder: Carl Petersen til 16. september 1950, derefter Frede Nielsen
- Landbrugsminister: Kr.M. Bording til 16. september 1950, derefter Carl Petersen
- Fiskeriminister: Christian Christiansen
- Minister for handel, industri og søfart: J.O. Krag til 16. september 1950, derefter H.C. Hansen
- Socialminister: Johan Strøm
- Arbejdsminister: Marius Sørensen til 23. november 1949.
- Arbejds- og boligminister: Johannes Kjærbøl fra 23. november 1949
- Minister uden portefølje: V. Buhl, Fanny Jensen til 16. september 1950